# Neil Hodgson

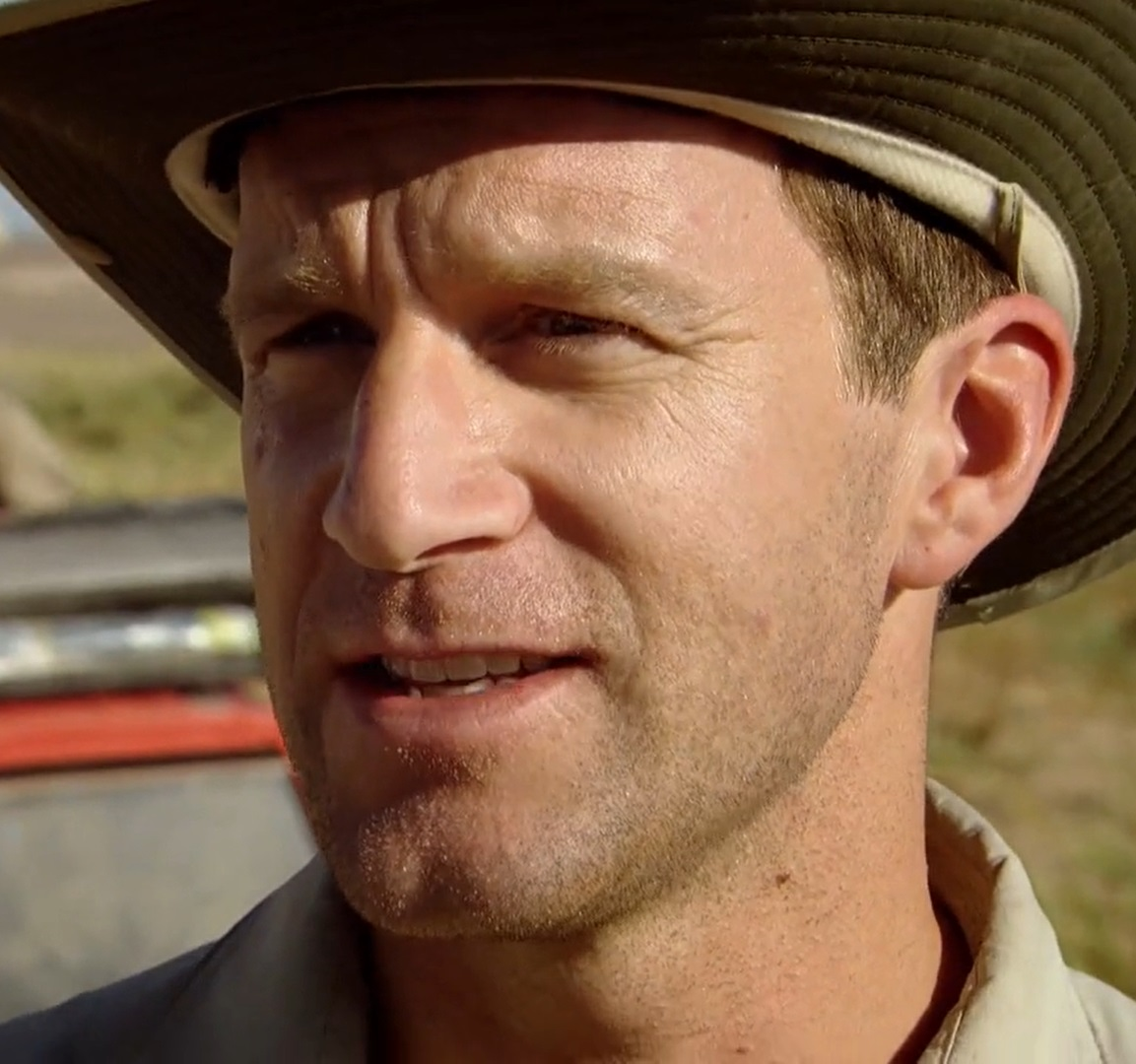
Neil Hodgson im Jahr 2013

Neil Hodgson (* 20. November 1973 in Burnley, Lancashire, England) ist ein ehemaliger britischer Motorradrennfahrer.

## Biografie
Neil Hodgson wohnt mit seiner Frau Kathryn und seiner Tochter Hollie-Jean in Onchan auf der Isle of Man in Großbritannien.

## Ergebnisse
- 1992 – 125 cm³, 1 Rennen
- 1993 – 125 cm³, Team Burnett, 24., 18 Punkte
- 1994 – 125 cm³, Team Burnett,
- 1994 – 500 cm³, Harris-Yamaha, 2 Rennen, 32., 1 Punkt
- 1995 – 500 cm³, WCM Yamaha, 11., 54 Punkte
- 1996 – Superbike-WM, Ducati Corse, 10., 122 Punkte (1 podium)
- 1997 – Superbike-WM, Ducati Racing ADVF, 9., 137 Punkte (1 Pole-Position)
- 1998 – Superbike-WM, Kawasaki Racing Team, 11., 124,5 Punkte
- 1999 – British Superbike Championship, GSE Racing, 4.
- 2000 – British Superbike Championship, INS – GSE Racing, Meister
- 2000 – Superbike-WM, INS – GSE Racing, 6 Rennen, 12., 99 Punkte (2 Siege, 4 Podien, 2 Pole-Positionen, 2 schnellste Rennrunden)
- 2001 – Superbike-WM, GSE Racing, 5., 269 Punkte (1 Sieg, 7 Podien, 4 Pole-Positionen, 1 schnellste Rennrunde)
- 2002 – Superbike-WM, HM Plant Ducati, 3., 326 Punkte (9 Podien, 3 Pole-Positionen, 1 schnellste Rennrunde)
- 2003 – Superbike-WM, Ducati Fila, Weltmeister, 489 Punkte (13 Siege, 20 Podien, 6 Pole-Positionen, 10 schnellste Rennrunden)
- 2004 – MotoGP, D’Antin MotoGP, 17., 38 Punkte
- 2005 – AMA Superbike Championship, Ducati Austin, 6., 384 Punkte (1 Sieg, 6 Podien)
- 2006 – AMA Superbike Championship, Ducati Austin, 5., 469 Punkte (3 Podien)